# Carbonada
La carbonada es un plato típico del noroeste de Argentina, Chile y Bolivia. En Tacna, en el sur del Perú, también se le conoce con el mismo nombre.

## Descripción
Es realizado en una olla o cacerola sobre un fogón de leña con los siguientes ingredientes: trozos de zapallo, choclo, o maíz, carne (preferentemente de ternera, aunque se prepara con lomo etc, de cordero o con chivito); a estos ingredientes se añaden batatas o papas y orejones de durazno (duraznos secos). En Chile no se usan "orejones", también puede llevar algunos granos de arroz. Se hierve hasta que el caldo y los ingredientes obtengan una consistencia bastante espesa (esto le diferencia de un puchero) y luego, poco antes de servirlo se le condimenta generosamente con pimentón, orégano, tomillo, cebolla, ajo, perejil, e incluso el ají quitucho. Algunos añaden al guiso un chorro de vino (tinto, o blanco torrontés) unas gotas de zumo de limón y una pizca de azúcar. La denominación carbonada parece obedecer a que este guiso se cocina hasta que todos los leños del fogón quedan totalmente carbonizados.

## Etimología
La denominación carbonada parece obedecer a que este guiso se cocina hasta que todos los leños del fogón quedan totalmente carbonizados. También se dice que el nombre proviene de las minas de carbón de Lota, Chile, donde se preparaba este plato y continúa siendo una receta típica de la Cuenca del carbón. En la carbonada criolla donde en cambio, se identifica claramente el maíz desgranado, alimento fundamental de los originarios de la América Andina.
En Argentina, en la cocina gauchesca, llevaba alimentos de conserva, como el zapallo seco, el tomate seco y el charqui o charque (Carne deshidratada).